# Палмајра (Јута)
Палмајра (енгл. Palmyra) насељено је место без административног статуса у америчкој савезној држави Јута.

## Демографија
По попису из 2010. године број становника је 491, што је 6 (1,2%) становника више него 2000. године.
| Група             | 2000.       | 2010.       |
| Белци             | 456 (94,0%) | 464 (94,5%) |
| Афроамериканци    | 0 (0,0%)    | 0 (0,0%)    |
| Азијати           | 10 (2,1%)   | 2 (0,4%)    |
| Хиспаноамериканци | 18 (3,7%)   | 14 (2,9%)   |
| Укупно            | 485         | 491         |